# Aminopenicilin
Aminopenicilini su skupina beta-laktamskih antibiotika iz skupine penicilina. Najvažniji lijekovi iz ove skupine su: ampicilin i amoksicilin.
Neki od aminopenicilina su:
- ampicilin
- ampicilin kondenzati (npr. metampicilin)
- ampicilin esteri (npr. bakampicilin, amoksicilin, epicilin)